# 홍강 삼각주

베트남 홍강 삼각주 지역의 위치

홍강 삼각주(紅河 三角洲, 홍하 삼각주 베트남어: Đồng bằng sông Hồng 동방송홍[*], 영어: Red River Delta, 중국어: 红河三角洲)는 베트남의 북부 홍강 하류와 타이빈강이 만나는 곳에 위치한 평원으로 통킹 삼각주로 불리기도 한다. 이 삼각주는 15,000 평방킬로미터의 면적에 수로가 잘 정비되어 있다. 농작물이 잘 자라는 지역이며, 인구가 밀집한 지역이기도 하다. 이 지역의 주요 산출물은 벼농사이다.
8개의 성과 2개의 자치 정부가 있으며 수도 하노이와 주요 항인 하이퐁이 이 삼각주를 형성하고 있다.

## 지리
홍강 삼각주는 홍강을 중심으로 펼쳐져 있으며, 홍강 하구에서 통킹만에 접하고 있다. 베트남 전 국토에서 차지하는 영역은 그리 크지 않지만 인구 대비로 볼 때는 비교적 큰 편에 속한다. 삼각주 지역에는 약 150헥타아르의 논이 있고, 전답이나 택지 등을 둘러싸듯 제방이 쌓여 있다. 제방은 논으로부터 78m 높이로 쌓여 있지만 우기에는 제방 한계 수위까지 물이 흐르기 때문에 홍수 때 제방이 터져서 심각한 피해가 발생하기도 한다.

## 성
| 성                  | 베트남어            | 성도                | 인구(2011) | 면적(km2)    | 인구밀도 (/km2) |
| ------------------- | ------------------- | ------------------- | ---------- | ------------ | --------------- |
| 박닌                | Bắc Ninh            | 박닌                | 1,060,300  | 823.1 km2    | 1,289           |
| 하남                | Hà Nam              | 푸리                | 786,900    | 859.7 km2    | 914             |
| 하이즈엉            | Hải Dương           | 하이즈엉            | 1,718,900  | 1,652.8 km2  | 1,038           |
| 흥옌                | Hưng Yên            | 흥옌                | 1,150,400  | 923.5 km2    | 1,242           |
| 남딘                | Nam Định            | 남딘                | 1,833,500  | 1,650.8 km2  | 1,110           |
| 닌빈                | Ninh Bình           | 호알르              | 906,900    | 1,392.4 km2  | 652             |
| 타이빈              | Thái Bình           | 타이빈              | 1,786,000  | 1,546.5 km2  | 1,138           |
| 빈푹                | Vĩnh Phúc           | 빈옌                | 1,014,600  | 1,373.2 km2  | 821             |
| 하노이 (중앙직할시) | 하노이 (중앙직할시) | 하노이 (중앙직할시) | 6,699,600  | 3328.9 km2   | 2,013           |
| 하이퐁 (중앙직할시) | 하이퐁 (중앙직할시) | 하이퐁 (중앙직할시) | 1,878,500  | 1,520.7 km2  | 1,233           |
| 전체                | 전체                | 전체                | 18,835,600 | 14,965.7 km2 | 1,258           |

- 꽝닌성은 종종 홍강 삼각주 지방으로 분류되기도 한다. 어떤 경우는 베트남 동북부 지방의 일부로 보기도 한다.
- 하떠이성은 2008년 하노이로 합병되었다.[2]

## 경제
삼각주에서는 동선 문화 시대부터 벼농사를 해 왔지만, 10세기 무렵부터 킨족이 제방을 쌓아 농지 개척을 시작하여 19세기 초반에는 바다를 접한 부근까지 논이 확장되었고 이모작도 실시하게 되었다.
그러나 그 이후부터는 쌀의 증산이 한계에 도달하여 흉년이 들면 인구 대비 수확량이 부족해져 가뭄이나 홍수가 일어날 때마다 많은 난민이 메콩강 삼각주 등으로 밀려 나갔다.
베트남 독립 후 현재는 주로 유기비료의 사용과 벼의 품종 개량으로 수확량이 확대되었다.

## 중앙직할시
- 하노이 (Hà Nội)
- 하이퐁 (Hải Phòng)

## 같이 보기
- 메콩강 삼각주